# ダミアン・ストラティラ
ダミアン・ストラティラ（Damian Strătilă、1996年7月28日 - ）は、スーペルリーガ、CSAステアウア・ブクレシュティに所属するラグビーユニオン選手。

## プロフィール
- ルーマニアフォクシャニ出身[1]。
- ポジションはフランカー(FL)。
- 身長 189cm、体重 114kg
- 兄のサヴィンもラグビー選手。
- ルーマニア代表キャップは6（2025年2月現在）でラグビーワールドカップ2023のルーマニア代表に選ばれた[2]。

## 略歴
CSAステアウア・ブクレシュティ、ティミショアラ・サラセンズ、ルーマニアン・ウルブズを経て、2022年、CSAステアウア・ブクレシュティに復帰。